# 幸存者：中國
《幸存者：中國》是美國真人實境秀《幸存者》系列的第十五季，於2007年9月20日首播。
杰夫說最終部落會議會如《幸存者：庫克群島》一樣，有三名參賽者參與。他說可避免強勢的參賽者刻意與一位不討好的參賽者成為最後二人，而令自己穩操勝券。

## 參賽者
| 參賽者                                                        | 原來的部族 | 第五集的部族 | 合併後的部族 | 被淘汰                                   | 總得票 | 備註 |
| ------------------------------------------------------------- | ---------- | ------------ | ------------ | ---------------------------------------- | ------ | --- |
| 斯堤（Steve "Chicken" Morris） 48歲，維吉尼亞州 雞農          | 戰虎       |              |              | 第一位出局者 第三日                      | 5      | 於比賽中使用雞哥作為比賽時使用之暱稱，同時為本季最年長參賽者 |
| 艾詩（Ashley Massaro） 28歲，紐約 WWE職員摔角手               | 戰虎       |              |              | 第二位出局者 第六日                      | 8      | 艾詩已於2019年5月16日被發現自殺身亡，享年39歲 |
| 麗思（Leslie Nease） 38歲，南卡羅萊那州 基督教電台節目主持    | 飛龍       |              |              | 第三位出局者 第九日                      | 6      | |
| 大偉（Dave Cruser） 37歲，加州 前模特兒兼酒保                 | 戰虎       |              |              | 第四位出局者 第十二日                    | 6      | |
| 阿倫（Aaron Reisberger） 31歲，加州 衝浪教練                  | 飛龍       | 戰虎         |              | 第五位出局者 第十五日                    | 3      | |
| 雪莉（Sherea Lloyd） 26歲，亞特蘭大 小學四年級教師            | 戰虎       | 飛龍         |              | 第六位出局者 第十八日                    | 6      | |
| 晶薇（Jaime Dugan） 22歲，哥倫比亞 大學生                     | 戰虎       | 戰虎         | 黑大風       | 第七位出局者 第一位陪審團員 第二十一日   | 7      | 比賽後與同隊的毅力交往，並於2009年4月4日結婚 |
| 桑朗（Jean-Robert Bellande） 36歲， 拉斯維加斯 職業撲克牌玩家 | 飛龍       | 飛龍         | 黑大風       | 第八位出局者 第二位陪審團員 第二十四日   | 12     | |
| 文高（Michael "Frosti" Zernow） 20歲， 芝加哥 大學生兼運動員  | 戰虎       | 飛龍         | 黑大風       | 第九位出局者 第三位陪審團員 第二十七日   | 7      | 於比賽中使用冰堤作為比賽時使用之暱稱，同時為本季最年輕參賽者 |
| 占明（James Clement） 30歲，路易西安納州 掘墓人員             | 飛龍       | 戰虎         | 黑大風       | 第十位出局者 第四位陪審團員 第三十日     | 9      | 獲電視觀眾選為最受歡迎的參賽者，故此得到十萬美元獎金。 其後參與了第16季及第20季賽事，但於第16季的第31天賽事因手指割傷感染而退賽，後於第20季的第15天被淘汰          |
| 毅力（Erik Huffman） 26歲，納許維爾 音樂人                    | 戰虎       | 戰虎         | 黑大風       | 第十一位出局者 第五位陪審團員 第三十三日 | 5      | 比賽後與同隊的晶薇交往，並於2009年4月4日結婚 |
| 佩芝（Peih-Gee Law） 29歲，加州 珠寶設計師                    | 戰虎       | 戰虎         | 黑大風       | 第十二位出局者 第六位陪審團員 第三十六日 | 8      | 其後參與了第31季賽事，在第9天被淘汰（亦是當時她所屬的隊伍中首名被淘汰者）                                                                                          |
| 丹妮（Denise Martin） 40歲，道格拉斯 中學食堂女工             | 飛龍       | 飛龍         | 黑大風       | 第十三位出局者 第七位陪審團員 第三十八日 | 3      | 於本季比賽後發生了「被撤職」的爭議事件，詳見「軼事」部分 |
| 雅雯（Amanda Kimmel） 23歲，蒙大拿州 遠足教練                 | 飛龍       | 飛龍         | 黑大風       | 季军 第三十九日                          | 1      | 雅雯為2005年蒙大拿州小姐選舉冠軍，當時主持人亦以此頭銜介紹雅雯 其後參與了第16季及第20季賽事，於第16季再次成功殺入決賽，但以第2名成績惜敗。後於第20季的第30天被淘汰 |
| 幗妮（Courtney Yates） 26歲，紐約 女侍應                      | 飛龍       | 飛龍         | 黑大風       | 亚军 第三十九日                          | 2      | 其後參與了第20季賽事，在第24天被淘汰 |
| 唐德（Todd Herzog） 22歲，猶他州 空中服務員                   | 飛龍       | 飛龍         | 黑大風       | 最终幸存者 第三十九日                    | 9      | 信仰摩爾門教的同性戀者 |

## 比賽資料
| 分集主題                                   | 首播日期       | 勝出者／隊伍           | 勝出者／隊伍 | 被綁架者 | 被淘汰 | 得票  | 被淘汰之日期 |
| 分集主題                                   | 首播日期       | 獎勵賽                 | 豁免賽       | 被綁架者 | 被淘汰 | 得票  | 被淘汰之日期 |
| ------------------------------------------ | -------------- | ---------------------- | ------------ | -------- | ------ | ----- | ------------ |
| A Chicken's a Little Bit Smarter           | 2007年9月20日  | 沒有 1                 | 飛龍         | 沒有 1   | 斯堤   | 5-2-1 | 第三天       |
| My Mom Is Going to Kill Me!                | 2007年9月27日  | 飛龍                   | 飛龍         | 晶薇     | 艾詩   | 6-1   | 第六天       |
| I Lost Two Hands and Possibly a Shoulder   | 2007年10月4日  | 戰虎                   | 戰虎         | 麗思     | 麗思   | 6-2   | 第九天       |
| Ride the Workhorse Till the Tail Falls Off | 2007年10月11日 | 飛龍                   | 飛龍         | 大偉     | 大偉   | 5-1   | 第十二天     |
| Love Is In the Air                         | 2007年10月18日 | 沒有 2                 | 飛龍         | 沒有 2   | 阿倫   | 3-1-1 | 第十五天     |
| That's Love, Baby! It Makes You Strong!    | 2007年10月25日 | 飛龍                   | 戰虎         | 占明     | 雪莉   | 5-2   | 第十八天     |
| I'm Not As Dumb As I Look                  | 2007年11月1日  | 沒有 3                 | 文高         | 沒有 4   | 晶薇   | 7-3   | 第二十一天   |
| High School Friend Contest                 | 2007年11月8日  | 雅雯，占明，桑朗，唐德 | 幗妮         | 沒有 4   | 桑朗   | 5-3-1 | 第二十四天   |
| Just Don't Eat the Apple                   | 2007年11月15日 | 雅雯，幗妮，毅力，文高 | 佩芝         | 沒有 4   | 文高   | 7-1   | 第二十七天   |
| It's Been Real and It's Been Fun           | 2007年11月22日 | 回顧                   | 回顧         | 回顧     | 回顧   | 回顧  | 回顧         |
| Ready to Bite the Apple                    | 2007年11月29日 | 佩芝                   | 毅力         | 沒有 4   | 占明   | 5-1-1 | 第三十天     |
| Going for the Oscar                        | 2007年12月6日  | 丹妮                   | 佩芝         | 沒有 4   | 毅力   | 4-2   | 第三十三天   |
| Hello, I'm Still A Person!                 | 2007年12月13日 | 丹妮                   | 雅雯         | 沒有 4   | 佩芝   | 4-1   | 第三十六天   |
| A Slippery Little Sucker                   | 2007年12月16日 | 雅雯                   | 雅雯         | 沒有 4   | 丹妮   | 3-1   | 第三十八天   |
| Reunion                                    | 2007年12月16日 | 陪審員投票             | 陪審員投票   | 沒有 4   | 雅雯   | 4-2-1 | 第三名       |
| Reunion                                    | 2007年12月16日 | 陪審員投票             | 陪審員投票   | 沒有 4   | 幗妮   | 4-2-1 | 第二名       |
| Reunion                                    | 2007年12月16日 | 陪審員投票             | 陪審員投票   | 沒有 4   | 唐德   | 4-2-1 | 勝出         |

^  注解1：第一集沒有獎勵賽及「綁架」。
^  注解2：因為部族對換，故沒有獎勵賽及「綁架」。
^  注解3：因為部族合併，故沒有獎勵賽及「綁架」。
^  注解4：因為部族合併後只有一隊，故再沒有「綁架」。

### 投票紀錄
|          | 原來的部族  | 原來的部族  | 原來的部族  | 原來的部族  | 轉換後的部族 | 轉換後的部族 | 合併後的部族 | 合併後的部族 | 合併後的部族 | 合併後的部族 | 合併後的部族 | 合併後的部族 | 合併後的部族 | 合併後的部族 | 合併後的部族 | 合併後的部族 | 合併後的部族 |
| -------- | ----------- | ----------- | ----------- | ----------- | ------------ | ------------ | ------------ | ------------ | ------------ | ------------ | ------------ | ------------ | ------------ | ------------ | ------------ | ------------ | ------------ |
| 集數 #： | 1           | 2           | 3           | 4           | 5            | 6            | 7            | 8            | 9            | 10           | 11           | 12           | 13           | 14           | 第三名       | 第二名       | 勝出         |
| 被淘汰： | 斯堤 5/8 票 | 艾詩 6/7 票 | 麗思 6/8 票 | 大偉 5/6 票 | 阿倫 3/5 票  | 雪莉 5/7 票  | 晶薇 7/10 票 | 桑朗 5/9 票  | 文高 7/8 票  | 中期回顧篇   | 占明 5/7 票  | 毅力 4/6 票  | 佩芝 4/5 票  | 丹妮 3/4 票  | 雅雯 1/7 票  | 幗妮 2/7 票  | 唐德 4/7 票  |
| 投票者   | 投票對象    | 投票對象    | 投票對象    | 投票對象    | 投票對象     | 投票對象     | 投票對象     | 投票對象     | 投票對象     | 投票對象     | 投票對象     | 投票對象     | 投票對象     | 投票對象     | 投票對象     | 投票對象     | 投票對象     |
| 唐德     |             |             | 麗思        |             |              | 雪莉         | 晶薇         | 桑朗         | 文高         |              | 占明         | 毅力         | 佩芝         | 丹妮         | 陪審員投票   | 陪審員投票   | 陪審員投票   |
| 幗妮     |             |             | 桑朗        |             |              | 桑朗         | 晶薇         | 桑朗         | 文高         |              | 占明         | 毅力         | 佩芝         | 丹妮         | 陪審員投票   | 陪審員投票   | 陪審員投票   |
| 雅雯     |             |             | 麗思        |             |              | 雪莉         | 晶薇         | 桑朗         | 文高         |              | 占明         | 毅力         | 佩芝         | 丹妮         | 陪審員投票   | 陪審員投票   | 陪審員投票   |
| 丹妮     |             |             | 麗思        |             |              | 雪莉         | 晶薇         | 佩芝         | 文高         |              | 占明         | 毅力         | 佩芝         | 唐德         |              | 幗妮         |              |
| 佩芝     | 斯堤        | 艾詩        |             | 大偉        | 阿倫         |              | 桑朗         | 占明         | 文高         |              | 唐德         | 唐德         | 唐德         |              |              |              | 唐德         |
| 毅力     | 斯堤        | 艾詩        |             | 大偉        | 阿倫         |              | 桑朗         | 占明         | 文高         |              | 占明         | 唐德         |              | 雅雯         |              |              |              |
| 占明     |             |             | 麗思        |             | 佩芝         |              | 晶薇         | 桑朗         | 文高         |              | 佩芝         |              |              |              | 唐德         |              |              |
| 文高     | 斯堤        | 艾詩        |             | 大偉        |              | 雪莉         | 晶薇         | 桑朗         | 毅力         |              |              |              | 幗妮         |              |              |              |              |
| 桑朗     |             |             | 麗思        |             |              | 雪莉         | 晶薇         | 占明         |              |              |              | 唐德         |              |              |              |              |              |
| 晶薇     | 斯堤        | 艾詩        |             | 大偉        | 阿倫         |              | 桑朗         |              |              |              | 唐德         |              |              |              |              |              |              |
| 雪莉     | 斯堤        | 艾詩        |             | 大偉        |              | 桑朗         |              |              |              |              |              |              |              |              |              |              |              |
| 阿倫     |             |             | 麗思        |             | 占明         |              |              |              |              |              |              |              |              |              |              |              |              |
| 大偉     | 艾詩        | 艾詩        |             | 雪莉        |              |              |              |              |              |              |              |              |              |              |              |              |              |
| 麗思     |             |             | 桑朗        |             |              |              |              |              |              |              |              |              |              |              |              |              |              |
| 艾詩     | 佩芝        | 大偉        |             |             |              |              |              |              |              |              |              |              |              |              |              |              |              |
| 斯堤     | 艾詩        |             |             |             |              |              |              |              |              |              |              |              |              |              |              |              |              |

### 每集概要
第一集： 參賽者到達中國上海，並被火車及貨車送到一個佛教寺廟進行歡迎儀式。麗思認為這有違她的宗教，所以拒絕完成儀式。然後參賽者被分為飛龍跟戰虎兩隊，並接獲一本孫子兵法。第一夜過後，戰虎的艾詩病倒了，並被視為隊伍中的弱者。飛龍勝出第一個豁免賽，得到了燧石。於部族會議中，斯堤被指不合群，艾詩因病倒而成為弱者，佩芝則被指太囉嗦。最後斯堤因不能說服族員留下他而被淘汰（5-2-1）。
第二集： 大偉嘗試領導戰虎，但他卻不聽族員們的意見。飛龍的雅雯與唐德結盟，並推選了阿倫成為領袖。桑朗被指太懶惰，但他於自白中說這是他的計劃之一。飛龍勝出了獎勵賽，得到了釣魚工具及船隻，更能綁架戰虎其中一名成員。他們選擇了晶薇，因為他們認為她的離開會影響戰虎的士氣。晶薇把尋找豁免像的提示交給麗思，因她認為麗思是飛龍中最弱的成員。麗思邀請唐德一起看提示，以保著自己於比賽中的位置。但唐德卻有意獨佔豁免像。飛龍再次勝出豁免賽。於部族會議中，大偉為落敗負起全部責任，但其他族員認為艾詩沒有盡力參與比賽而決定淘汰她（6-1）。
第三集： 飛龍因睡眠問題與處理螃蟹的方法爭執，大偉的領導仍未能得到戰虎的認同。稍後戰虎首次勝出獎勵賽，得到煤油燈、繩索、被子、枕頭及防水衣。戰虎更綁架了麗思並與她成為朋友，麗思把尋找豁免像的提示交給晶薇。幗妮差勁的表現令敵隊 － 戰虎勝出豁免賽。麗思被指對部族不忠誠，故被族員淘汰（6-2）。
第四集： 飛龍勝出獎勵賽，得到一名漁夫及其家人教導他們補魚及作菜。桑朗曾在台灣待過數年而懂得說國語，故成為漁夫與參賽者間的翻譯員。大偉被飛龍綁架，並把尋找豁免像的提示交給唐德。飛龍勝出豁免賽。雪莉聽到毅力、文高、晶薇及佩芝說她沒有貢獻，驚覺自己身陷險境。但最後大偉跋扈的態度令他被淘汰（5-1）。
第五集： 毅力與晶薇產生感情，晶薇更把尋找豁免像的提示與他分享。兩隊皆可在敵隊中選擇兩名隊員加入己方，飛龍選了文高和雪莉；而戰虎選了阿倫與占明。桑朗與文高分別找尋可信任的盟友，而佩芝與晶薇則決定故意輸掉下一場豁免賽，把阿倫與占明淘汰以留著更多原戰虎族員。豁免賽中，佩芝與晶薇藉著拋掉其中一塊印有十二生肖的拼圖成功落敗。阿倫與占明對她倆的表現感到不滿。回到營地，毅力對她倆的計劃嚇了一跳，並感到不得不跟從她們。於部族會議中，晶薇承認故意輸掉比賽，占明強烈地表示不滿，更要求族員淘汰他，但卻是阿倫被淘汰（3-1-1）。
第六集： 唐德與雅雯結為盟友。獎勵賽中，佩芝嘗試把她們早前定下的計劃傳達給雪莉，但雪莉與文高卻不願與她溝通，令佩芝、晶薇與毅力懷疑計劃的可行性。飛龍勝出獎勵賽並綁架了占明，他們到了一個小島上的茶館洗澡與用餐。唐德說服占明把尋找豁免像的提示交給他，並保證一定會留著他作交換。根據此提示，雅雯與唐德發現豁免像藏在營地入口的牌坊，故決定以偽裝拆除牌坊作掩飾去拿出豁免像，但文高卻在無意中悉破此事。唐德把豁免像交給占明，並指導他找尋另一個豁免像。唐德計劃飛龍勝出豁免賽，縱使所有戰虎族員都投票淘汰占明，但占明可出示豁免像，而淘汰晶薇。雖然占明故意不盡力比賽，但戰虎仍勝出豁免賽而破壞了唐德的計劃。幗妮嘗試說服族員淘汰桑朗，但他們還是決定淘汰雪莉（5-2）。
第七集： 占明得到第二個豁免像，而其他部族成員察覺到牌坊有點不同，有人更拾起了占明早前從牌坊另一面牌匾製成的假「豁免像」。第二十天，兩隊合併並取名黑打風。他們到餐館享受美食及欣賞中國雜技表演。杰夫到達營地並宣佈豁免賽立即開始。豁免賽是考驗他們對表演及美食的記憶，最後文高勝出。晶薇嘗試以豁免像說服文高與唐德不要淘汰她，可惜二人都知道她擁有的豁免像是假的。於部族會議，晶薇出示「豁免像」自保，但是仍被淘汰（7-3）。
第八集： 餘下九人分為兩隊參加獎勵賽，桑朗、占明、唐德與雅雯為一隊，佩芝、文高、毅力與幗妮為另一隊，丹妮沒有被選中，只能旁觀。桑朗那一隊勝出，能到一個村莊享受美食及得到最後一個尋找豁免像的提示。唐德不滿占明擁有兩個豁免像也不把其中一個還給他，向文高和雅雯建議淘汰占明。幗妮勝出豁免賽。毅力告訴桑朗他認為占明擁有兩個豁免像，桑朗希望與占明成為盟友，但占明否認擁有豁免像。桑朗向唐德建議淘汰占明，可惜前飛龍族員都已對桑朗受不了而把他淘汰（5-3-1）。
第九集： 丹妮因沒有被隊員告知一起投票淘汰桑朗而感到被背叛。文高與幗妮關係漸趨曖昧。雅雯、幗妮、毅力與文高勝出獎勵賽，能到澧水航遊。佩芝把落敗歸咎於占明。杰夫宣佈參賽者可選擇放棄豁免賽而得到芝士漢堡、薯條及飲料。幗妮、丹妮、占明與唐德選擇放棄。佩芝勝出豁免賽。唐德、占明與丹妮害怕幗妮會因二人的關係而不願意投票淘汰文高，但幗妮也配合團隊的計劃而把文高淘汰（7-1）。
第十集： 杰夫宣佈部族會議後立刻舉行獎勵賽。佩芝勝出，並選了毅力與丹妮一起乘飛機到少林寺度過一個晚上。毅力勝出豁免賽，雅雯向幗妮、唐德與丹妮說她計劃投票淘汰占明，佩芝向雅雯說占明可能有豁免像，但雅雯只要求佩芝「不要做任何事情」。部族會議中，占明沒有使用豁免像而被淘汰（5-1-1）。
第十一集： 各參賽者的家人（毅力的母親、雅雯的姊妹、佩芝的父親、唐德的姊妹、幗妮的父親與丹妮的丈夫）到訪並與他們一起參加獎勵賽，丹妮勝出，選了雅雯與唐德。丹妮得到與女兒通電話的機會，及與另外二人和其家人乘船暢遊湖泊。三人的家人亦能到營地陪伴他們一個晚上。佩芝勝出豁免賽，她游說丹妮不要淘汰毅力，但毅力仍被丹妮及其他前飛龍族員淘汰（4-2）。
第十二集： 丹妮勝出獎勵賽，選了幗妮與唐德一起到長城吃火鍋。丹妮坦言不選擇佩芝一起分享獎品是不希望她變得更強。雅雯與佩芝於營地交談，雅雯萌起淘汰唐德的念頭。豁免賽是重溫以往的比賽，雅雯最終勝出。儘管雅雯說唐德是最不可信的人，她還是與其他族員一起淘汰佩芝（4-1）。
第十三集： 雅雯勝出獎勵賽，選了唐德分享比薩餅、巧克力布朗尼、啤酒與軟性飲料。雅雯問唐德是否仍對他們的盟約忠誠，唐德說他從來沒有背棄過。雅雯再次勝出豁免賽，丹妮向她訴說自己參賽前貧苦的生活，希望雅雯不要淘汰她。雅雯因已與唐德及幗妮達成共識，所以支吾而對。後來雅雯向幗妮說丹妮的故事令她不忍淘汰丹妮，有意轉向淘汰唐德。不過最後雅雯於部族會議仍是與其餘二人淘汰丹妮（3-1）。翌日最後三強接受評審員的質問，然後評審員投票選出勝出者。唐德勝出，幗妮與雅雯依次為第二及第三名（4-2-1）。占明被選為最受觀眾喜愛的參賽者，得到十萬美元獎金。

## 軼事
- 本季破天荒的採用了大量中國元素在內，第1天時以佛教祈福儀式為開首，並以一個古老廟宇作部落會議的場地，以表示尊重中國文化。每隊亦得到一本孫子兵法的複製本作參考。而往季“Outwit，Outplay，Outlast”的口號，改為中文書寫的「比智慧，比技巧，比耐力」。而主題曲方面利用了不少中國樂器演奏，以往各季的人聲和音部分不但被譯成國語，如果細心聆聽的話會發現同時夾雜了《康定情歌》的唱調在內。
- 基於本季比賽場地為內陸地區，故此「流放島」機制被取代了，換來的是勝出獎勵賽的隊伍可從另一隊中「綁架」一人，被綁架者將與綁架隊伍共處至豁免賽（話雖被綁架，但被綁架者可與綁架隊伍共享獎勵），他更能得到尋找豁免像的提示，但他不能閱讀該提示，而且必須於綁架期結束前把它交給綁架隊伍的其中一名成員。
- 參賽隊伍的名稱「飛龍」與「戰虎」分別代表「飛躍的巨龍」以及「奮戰的猛虎」（又有「龍爭虎鬥」的意思在內），而合併後的「黑大風」代表「巨大的黑色颱風」（為幸存者系列唯一一個由3個單字組成的部族名稱）。
- 參賽者之一的丹妮（Denise Martin）於最後1集表示拍攝結束後自己本來的食堂女工職位遭撤，故此製片人馬克·伯內特（Mark Burnett）決定私底下提供五萬美元予丹妮作為救濟金。然而根據丹妮本身任職的道格拉斯公立學區總監南希·萊恩（Nancy T. Lane）的說法，在本季開始拍攝之前，丹妮曾經要求晉升到薪水更高的全職監護人職位並獲准。而丹妮本來於回到工作崗位時正式上任新職位，但她要求調回原本的職位，而原本的職位亦早就沒了，故此才有「自己的食堂女工職位遭撤」的說法。事後丹妮於2007年12月19日的《早間秀》節目中為此事件道歉，她表示當時無意誤導了製作方，並要求將該五萬美元款項捐贈給伊莉莎白·格拉瑟兒科愛滋病基金會。

## 外部連結
- 官方網站 （页面存档备份，存于）